# Pequeña Petrivka
Pequeña Petrivka  (ucraniano: Мала Петрівка) es una localidad del Raión de Kotovsk en el Óblast de Odesa de Ucrania. Según el censo de 2001, tiene una población de 31 habitantes.